# Jean-François Copé
Jean-François Copé (ur. 5 maja 1964 w Boulogne-Billancourt) – francuski polityk, były rzecznik prasowy rządu, deputowany i przewodniczący frakcji UMP, następnie jej sekretarz generalny, a od 2012 do 2014 przewodniczący partii.

## Życiorys
Jego matka pochodziła z Algierii. Ojciec był rumuńskim Żydem, wyemigrował do Francji w latach 20. wieku.
Jean-François Copé w 1987 ukończył studia w Instytucie Nauk Politycznych w Paryżu, a w 1989 École nationale d'administration. Pracował w podległej parlamentowi instytucji finansowej (Caisse des dépôts et consignations) oraz w grupie kapitałowej Dexia. W latach 90. prowadził zajęcia w Sciences Po, od 1997 do 2002 był wykładowcą z zakresu ekonomii i finansów na Uniwersytecie Paryż VIII. Przewodniczył przez dwa lata radzie doradczej Instytutu Zarządzania i Rozwoju Lokalnego.
Zaangażował się też w działalność polityczną w ramach gaullistowskiego Zgromadzenia na rzecz Republiki. W 2002 dołączył do powstałej m.in. na bazie RPR Unii na rzecz Ruchu Ludowego (przekształconej później w partię Republikanie).
Od 1995 do 2002 pełnił funkcję mera Meaux, powrócił na nią w 2005 (reelekcja w 2008, 2014 i 2020). Pomiędzy tymi okresami był zastępcą burmistrza tej miejscowości. Przewodniczący wspólnoty gmin Pays de Meaux. Od 1998 do 2007 zasiadał w radzie regionu Île-de-France.
W 1995 objął mandat posła do Zgromadzenia Narodowego w miejsce Guya Druta, który objął stanowisko rządowe. W parlamencie zasiadał przez dwa lata. Ponownie deputowanym został w 2002, zrezygnował jednak w związku z powołaniem na stanowisko sekretarza stanu ds. kontaktów z parlamentem i rzecznika prasowego rządu Jean-Pierre'a Raffarina. Pierwszą z tych funkcji te pełnił do marca 2004, kiedy to został ministrem delegowanym w resorcie spraw wewnętrznych. W listopadzie tego samego roku objął urząd ministra delegowanego ds. budżetu. Pozostał na tej funkcji także w gabinecie Dominique'a de Villepin, sprawując ją do maja 2007. W ostatnim z tych rządów również zajmował stanowisko rzecznika prasowego.
W kolejnych wyborach został deputowanym XIII kadencji. W Zgromadzeniu Narodowym objął kierownictwo grupy deputowanych Unii na rzecz Ruchu Ludowego, zastępując Bernarda Accoyera. W 2010 powołany na sekretarza generalnego UMP, faktycznego przewodniczącego partii. W 2012 uzyskał poselską reelekcję.
W 2012 został wybrany na przewodniczącego Unii na rzecz Ruchu Ludowego. W wewnątrzpartyjnym głosowaniu dostał poparcie 50,3% głosujących, pokonując byłego premiera François Fillona. W 2014 media ujawniły zarzuty dotyczące nieprawidłowości przy finansowaniu kampanii prezydenckiej w 2012. Okoliczności te oraz przegrana z Frontem Narodowym w wyborach europejskich doprowadziły do dymisji Jeana-François Copé z funkcji przewodniczącego partii z dniem 15 czerwca 2014.
W 2016 wystartował w prawyborach prezydenckich prawicy i centrum przed wyborami prezydenckimi zaplanowanymi na 2017. W głosowaniu z 20 listopada 2016 uzyskał 0,3% głosów, zajmując ostatnie miejsce wśród siedmiu kandydatów. Przed drugą turą prawyborów poparł Alaina Juppé.

## Życie prywatne
Pierwszą żoną Jeana-François Copé była od 1991 do 2007 Valérie Ducuing, specjalistka ds. PR w koncernie Veolia, z którą ma dwóch synów i córkę. W 2011 polityk ożenił się ponownie z pochodzącą z Algierii Nadią Hamama, z wykształcenia psychologiem, z którą ma córkę.